# بمبروك (جورجيا)
بمبروك (بالإنجليزية: Pembroke, Georgia)‏ هي مدينة تقع في مقاطعة براين، جورجيا بولاية جورجيا في الولايات المتحدة. تبلغ مساحة هذه المدينة 19.9 (كم²)، وترتفع عن سطح البحر 28 م، بلغ عدد سكانها 2196 نسمة في عام 2010 حسب إحصاء مكتب تعداد الولايات المتحدة.

## وصلات خارجية
- www.pembrokega.net
- Cities & Counties - Georgia.gov